# Isadorables

Anna Denzler, Lisa Milker, y Margot Jehle, 1922.

Las Isadorables fue un grupo de seis bailarinas jóvenes, que  danzaron entre 1905 y 1920 bajo la dirección de la maestra Isadora Duncan. El grupo estaba integrado por Anna Denzler, Marie-Theresa Kruger, Irma Erich-Grimme, Lisa Milker, Margot Jehl, y Erica Lohmann. El apodo se debe al poeta francés Fernand Divoire, quien las denominó así en 1909. El grupo surgió de la escuela de Isidora Duncan de Berlín-Grunewald en Alemania y originalmente se trataba simplemente de niñas admitidas individualmente en régimen de internado por Duncan. Más tarde se produjo una fuerte identificación con la maestra, al punto que fueron adoptadas por ella y asumieron todas el apellido Duncan. Su estilo era el ballet moderno, estilo inaugurado en aquellos años por Isadora Duncan.

## Las escuelas Duncan
Para inaugurar su primera escuela en Grunewald, Isadora Duncan abrió la convocatoria en 1904. Los padres le confiaban a sus hijas de entre cuatro y diez años de edad para que, en régimen de internado, recibieran instrucción escolar y en danza. En el acuerdo con las familias, mayoritariamente de escasos recursos financieros, se establecía que Duncan se haría cargo de todo el mantenimiento, alimentación, vestimenta y gastos básicos de las niñas. Acudieron varias decenas de niñas a las pruebas y Duncan seleccionó a 20 de ellas. En este primer grupo se encontraban las seis Isadorables que se mantendrían al lado de la maestra por más de 15 años. En rigor, fue Elizabeth Duncan, la hermana mayor de Isadora, quien enseñó primero a las Isadorables en la escuela de Grunewald.  Aunque la inspiración, modelo y fuerte identificación venían de Isadora, el entrenamiento técnico propiamente tal siempre estuvo a cargo de Elizabeth.  Isadora, por su parte, estaba constantemente de viaje y no podía hacerse cargo de la enseñanza sistemática.
Las pequeñas bailarinas (Marie-Theresa tenía apenas 10 años, Anna 9, Irma 8, Lisa 7, Margot 5 y Erika solo 4) comenzaron su instrucción en enero de 1905 y en julio de ese mismo año debutaron en la Ópera Kroll de Berlín. En los cuatro años que siguieron, hasta que fueron bautizadas como Isadorables, realizaron más de 70 presentaciones, tanto en Alemania como en otros países de Europa, algunas en conjunto con Isadora Duncan, otras, sin ella.
La escuela de Grunewald sufrió problemas de organización y financiamiento, de modo que en 1908 tuvo que cerrar sus puertas. Seis años después, Isadora Duncan fundó una segunda escuela cerca de París, en Bellevue. Elizabeth, por su parte, ya había inaugurado en 1911 su propia escuela en Darmstadt. Esta segunda escuela tampoco perduró ya que se mantuvo apenas por siete meses, pero sirvió a la maestra para desarrollar su proyecto de «museo viviente», un espacio para el arte donde connotados pintores acudían para encontrar modelos entre las bellas bailarinas.
Cuatro de las Isadorables (Irma, Anna, Lisa y Theresa) viajaron a Rusia para promover la academia de danza y conseguir nuevos alumnos. En Rusia, el grupo hizo algunas presentaciones como Isadora Duncan Dancers. Con la Primera Guerra Mundial hubo nuevos movimientos: tanto Elizabeth como Isadora Duncan llevaron a varios de sus alumnos alemanes a Estados Unidos, mientras que los bailarines rusos y franceses de la escuela de Isadora fueron enviados de regreso con sus padres en 1916.
La tercera escuela que abrió Isadora fue en Moscú, en 1921, y la hizo con patrocinio e invitación del gobierno soviético. Esta escuela la dirigió Irma hasta 1928. Bajo la dirección del ruso Ilya Schneider, continuó existiendo hasta 1948.
De las seis Isadorables, cuatro (Anna, Marie-Therese, Irma y Erica) se establecieron definitivamente en Estados Unidos; Irma murió en 1977 y Anna en 1980. Erica abandonó la carrera de  bailarina en 1920 para estudiar pintura con Wienold Reiss; se estableció en Connecticut donde desarrolló su arte de manera solitaria y retraída, pero con éxito, hasta su muerte en 1984. Las otras dos se quedaron en Europa: Margot falleció en Alemania en 1925, y Lisa vivió en Francia hasta su muerte en 1976.